# Superliga (pallavolo femminile, Russia)
La Superliga russa di pallavolo femminile è la massima serie del campionato russo di pallavolo femminile: al torneo partecipano quattordici squadre di club russe e la squadra vincitrice si fregia del titolo di campione di Russia.

## Albo d'oro
| Nel 1991 la competizione è denominata Vysšaja Liga           |                       |                       |                    |
| 1991-92 Dettagli                                             | Uraločka              | HAOK Mladost          | CSKA Mosca         |
| Dal 1992 al 1994 la competizione è denominata Vysšaja Liga A |                       |                       |                    |
| 1992-93 Dettagli                                             | Uraločka              | Junezis               | CSKA Mosca         |
| 1993-94 Dettagli                                             | Uraločka              | CSKA Mosca            | Uraločka-2         |
| 1994-95 Dettagli                                             | Uraločka              | CSKA Mosca            | UralTransBank      |
| Dal 1995 la competizione è denominata Superliga              |                       |                       |                    |
| 1995-96 Dettagli                                             | Uraločka              | CSKA Mosca            | UralTransBank      |
| 1996-97 Dettagli                                             | Uraločka              | CSKA Mosca            | UralTransBank      |
| 1997-98 Dettagli                                             | Uraločka              | UralTransBank         | CSKA Mosca         |
| 1998-99 Dettagli                                             | Uraločka              | UralTransBank         | Fakel              |
| 1999-00 Dettagli                                             | Uraločka              | UralTransBank         | CSKA Mosca         |
| 2000-01 Dettagli                                             | Uraločka              | Universitet           | UralTransBank      |
| 2001-02 Dettagli                                             | Uraločka              | Aėroflot-Malachit     | Universitet        |
| 2002-03 Dettagli                                             | Uraločka              | Universitet           | Balakovskaja AĖS   |
| 2003-04 Dettagli                                             | Uraločka              | Dinamo Moskovskaja    | Balakovskaja AĖS   |
| 2004-05 Dettagli                                             | Uraločka              | Dinamo Mosca          | Balakovskaja AĖS   |
| 2005-06 Dettagli                                             | Dinamo Mosca          | Zareč'e Odincovo      | Dinamo Moskovskaja |
| 2006-07 Dettagli                                             | Dinamo Mosca          | CSKA Mosca            | Samorodok          |
| 2007-08 Dettagli                                             | Zareč'e Odincovo      | Dinamo Mosca          | Uraločka           |
| 2008-09 Dettagli                                             | Dinamo Mosca          | Zareč'e Odincovo      | Uraločka           |
| 2009-10 Dettagli                                             | Zareč'e Odincovo      | Dinamo Mosca          | Dinamo Krasnodar   |
| 2010-11 Dettagli                                             | Dinamo-Kazan          | Dinamo Mosca          | Dinamo Krasnodar   |
| 2011-12 Dettagli                                             | Dinamo-Kazan          | Dinamo Mosca          | Uraločka           |
| 2012-13 Dettagli                                             | Dinamo-Kazan          | Dinamo Mosca          | Omička             |
| 2013-14 Dettagli                                             | Dinamo-Kazan          | Dinamo Mosca          | Omička             |
| 2014-15 Dettagli                                             | Dinamo-Kazan          | Dinamo Mosca          | Uraločka           |
| 2015-16 Dettagli                                             | Dinamo Mosca          | Uraločka              | Dinamo Krasnodar   |
| 2016-17 Dettagli                                             | Dinamo Mosca          | Dinamo-Kazan          | Enisej             |
| 2017-18 Dettagli                                             | Dinamo Mosca          | Dinamo-Kazan          | Uraločka           |
| 2018-19 Dettagli                                             | Dinamo Mosca          | Lokomotiv Kaliningrad | Uraločka           |
| 2019-20 Dettagli                                             | Dinamo-Kazan          | Lokomotiv Kaliningrad | Uraločka           |
| 2020-21 Dettagli                                             | Lokomotiv Kaliningrad | Dinamo Mosca          | Dinamo-Ak Bars     |
| 2021-22 Dettagli                                             | Lokomotiv Kaliningrad | Uraločka              | Dinamo Mosca       |
| 2022-23 Dettagli                                             | Dinamo Mosca          | Lokomotiv Kaliningrad | Proton             |
| 2023-24 Dettagli                                             | Dinamo-Ak Bars        | Lokomotiv Kaliningrad | Leningradka        |
| 2024-25 Dettagli                                             | Lokomotiv Kaliningrad | Dinamo-Ak Bars        | Zareč'e Odincovo   |

## Palmarès
| Squadra               | Titolo | Stagione |
| --------------------- | ------ | --- |
| Uraločka              | 14     | 1991-92, 1992-93, 1993-94, 1994-95, 1995-96, 1996-97, 1997-98, 1998-99, 1999-00, 2000-01, 2001-02, 2002-03, 2003-04, 2004-05 |
| Dinamo Mosca          | 8      | 2005-06, 2006-07, 2008-09, 2015-16, 2016-17, 2017-18, 2018-19, 2022-23                                                       |
| Dinamo-Ak Bars        | 7      | 2010-11, 2011-12, 2012-13, 2013-14, 2014-15, 2019-20, 2023-24                                                                |
| Lokomotiv Kaliningrad | 3      | 2020-21, 2021-22, 2024-25 |
| Zareč'e Odincovo      | 2      | 2007-08, 2009-10 |